# Выдрица (приток Шубрюга)
Выдрица — река в России, протекает в Мурашинском районе Кировской области. Устье реки находится в 2,8 км по левому берегу реки Шубрюг. Длина реки составляет 31 км, площадь водосборного бассейна 119 км².
Исток реки находится на Северных Увалах в урочище Нижние Тришонки в 30 км к юго-западу от посёлка Мураши. Река течёт на запад, всё течение проходит по лесному массиву. В среднем течении вблизи реки деревни Пермята, Поломка и Егоренки (Боровицкое сельское поселение). Приток — Поломка (левый). Впадает в Шубрюг тремя километрами выше впадения самого Шубрюга в Молому.

## Данные водного реестра
По данным государственного водного реестра России относится к Камскому бассейновому округу, водохозяйственный участок реки — Вятка от города Киров до города Котельнич, речной подбассейн реки — Вятка. Речной бассейн реки — Кама.
Код объекта в государственном водном реестре — 10010300312111100035751.